# Glenochrysa franzeni
Glenochrysa franzeni är en insektsart som beskrevs av Douglas E. Kimmins 1952. Glenochrysa franzeni ingår i släktet Glenochrysa och familjen guldögonsländor. Inga underarter finns listade i Catalogue of Life.